# قله یخچال

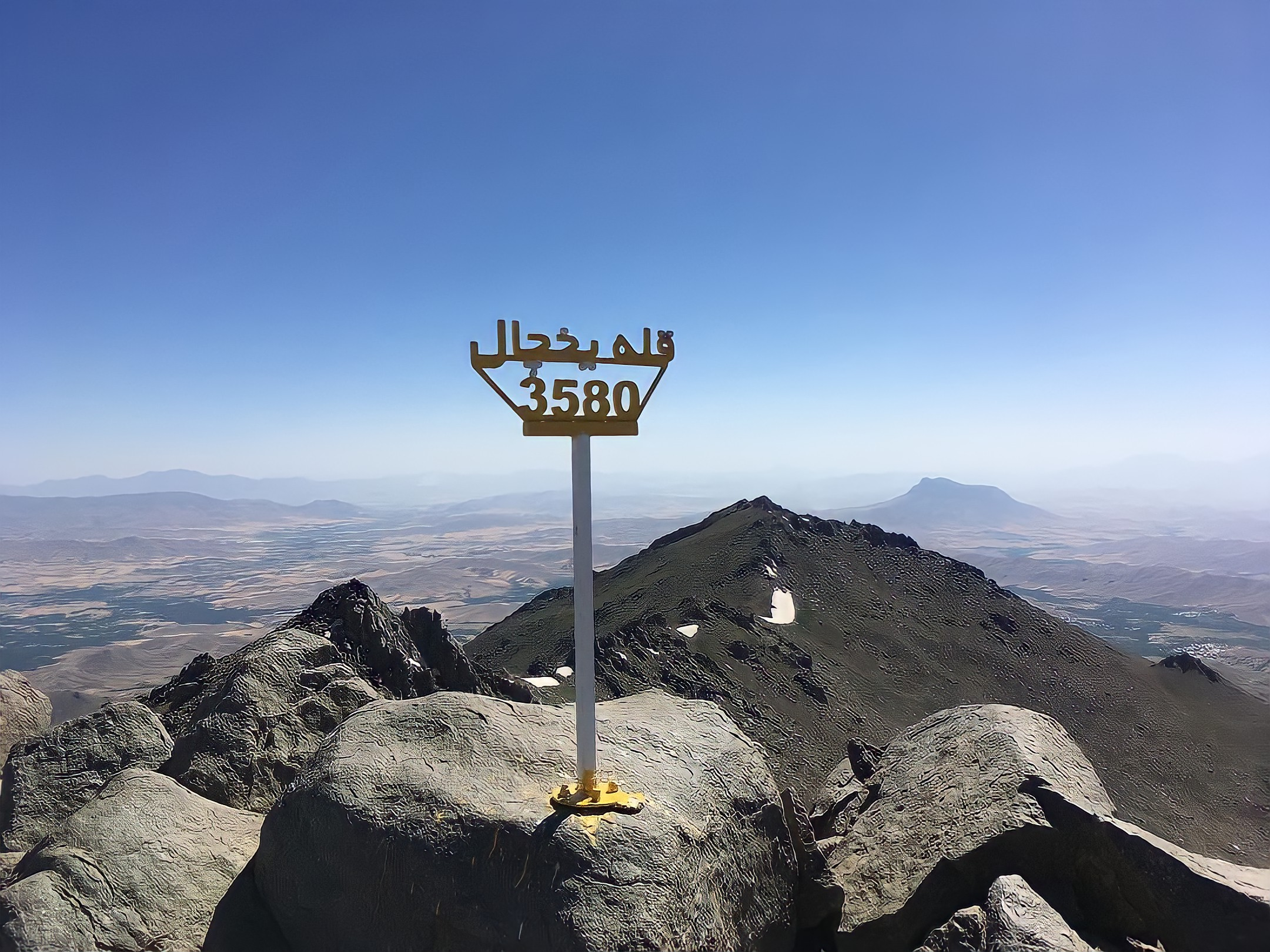
Yakhchal peak

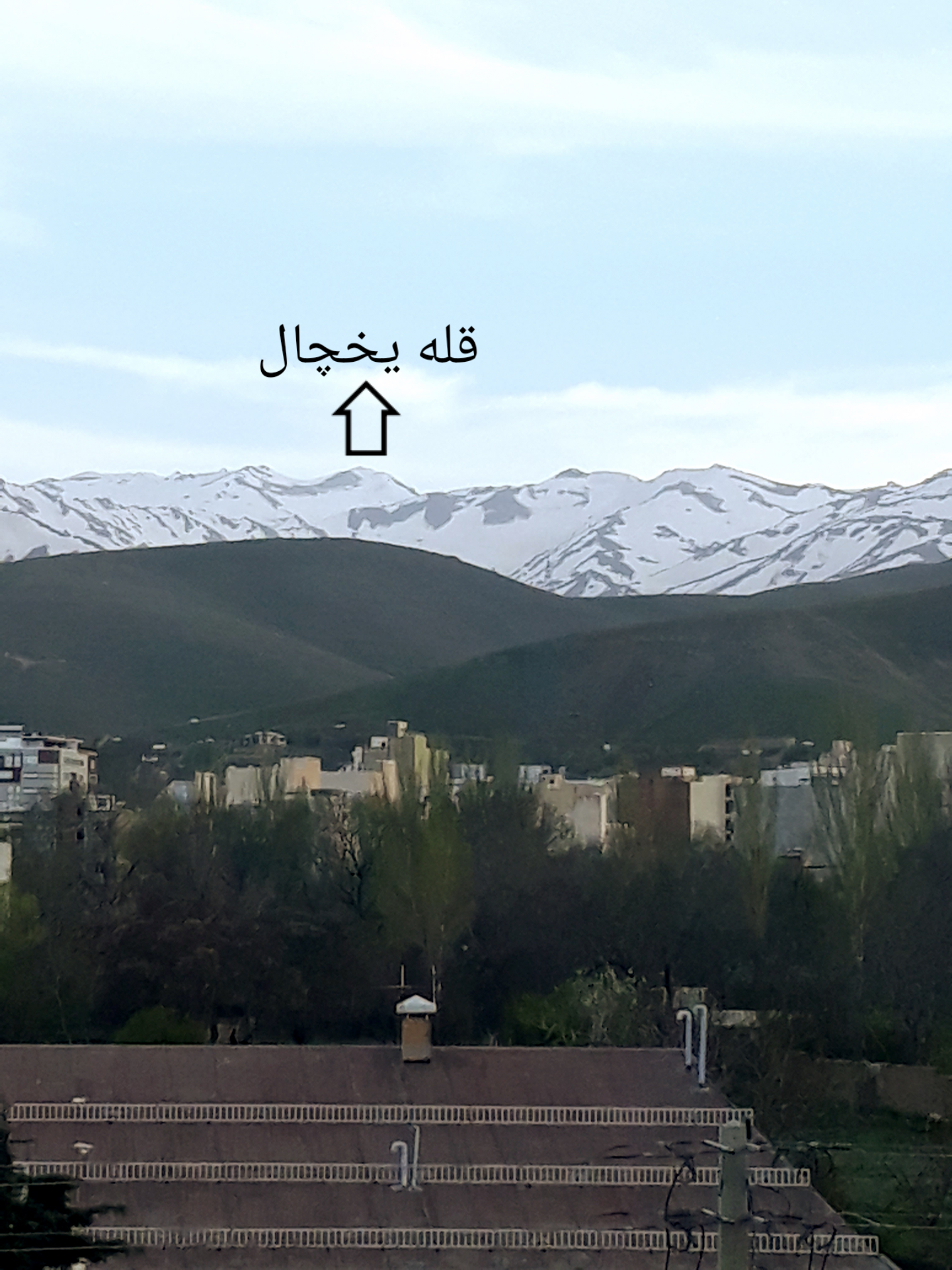
نمای قله یخچال از شهر همدان

قله یخچال که قله یخچال‌صاحب یا قله یخچال صاحب‌الزمان نیز نامیده می‌شود، یکی از معروف‌ترین قله‌های واقع در کوهستان الوند است که با ارتفاع ۳۵۸۰ متر، دومین قله مرتفع استان همدان محسوب می‌شود. به دلیل ذوب دیرهنگام برف‌های این قله، به آن یخچال گفته می‌شود.

## معرفی
اولین برف پاییزی این کوه را سفیدپوش می‌کند و حتی در تابستان نیز دارای هوای بسیار سردی است. بیشترین آب ورودی به سد اکباتان همدان از طریق همین قله تأمین می‌شود. دسترسی این قله از طریق دره مرادبیگ در جنوب غربی شهر همدان است. این قله در قسمت جنوبی سلسله جبال رشته کوه الوند همدان قرار دارد. کوهنوردان زیادی برای صعود از آن به استان همدان سفر می‌کنند. زمستان قله یخچال سرد و طوفانی است و در زیر قله عبور از امتداد نقاب برفی مشهور آن به دلیل ریزش بهمن خطرناک می‌باشد. بهترین زمان صعود به قله یخچال، اواخر اردیبهشت است. دیگر دلیل نامگذاری قله یخچال نیز به دلیل زاویه تابش خورشید بر پیکره کوهستان است. چرا که در اغلب طول سال این کوهستان سفیدپوش است و تابش نور خورشید به گونه ای است که چندان این منطقه را گرم نمی‌کند. پناهگاه یخچال صاحب الزمان در ارتفاع ۳۲۰۰ متری واقع شده‌است که دارای دو سالن بزرگ با گنجایش ۷۰ یا ۸۰ نفر می‌باشد. سالن بزرگتر توسط سه پله از سالن کوچکتر جدا شده‌است. پناهگاه دارای برق خورشیدی، چشمه آب و سرویس بهداشتی است. بر روی چشمه چراغهایی با سنسور نوری، روشنایی را تأمین می‌کنند و آب از طریق لوله‌کشی به داخل سرویس بهداشتی هدایت می‌شود. این پناهگاه، یکی از پناهگاه‌های مجهز در سطح کشور است.
ص مهرداد دوم پادشاه اشکانی پس از بازدید از سرباز خانه در درهٔ الوسجرد یکی از افراد معروفی بود که ماهانه این کوه را فتح مبکرد او هر ماه برای تفریح به این کوه می آمده و در دره ای نزدیک کتیبه‌هایی از خود به یادگار گذاشته
یکی دیگر از افرادی که این کوه را فتح کرده‌اند اردشیر بابکان بود که در سن ۴۵ سالگی به این کوه از پی گنج آمد ولی به هیچ نیز نرسید ولی او می‌خاست که نام این کوه را کوه ساسان بگذارد که بر اثر حملهٔ اعراب این نام نهادینه نشد

## پناهگاه قله یخچال

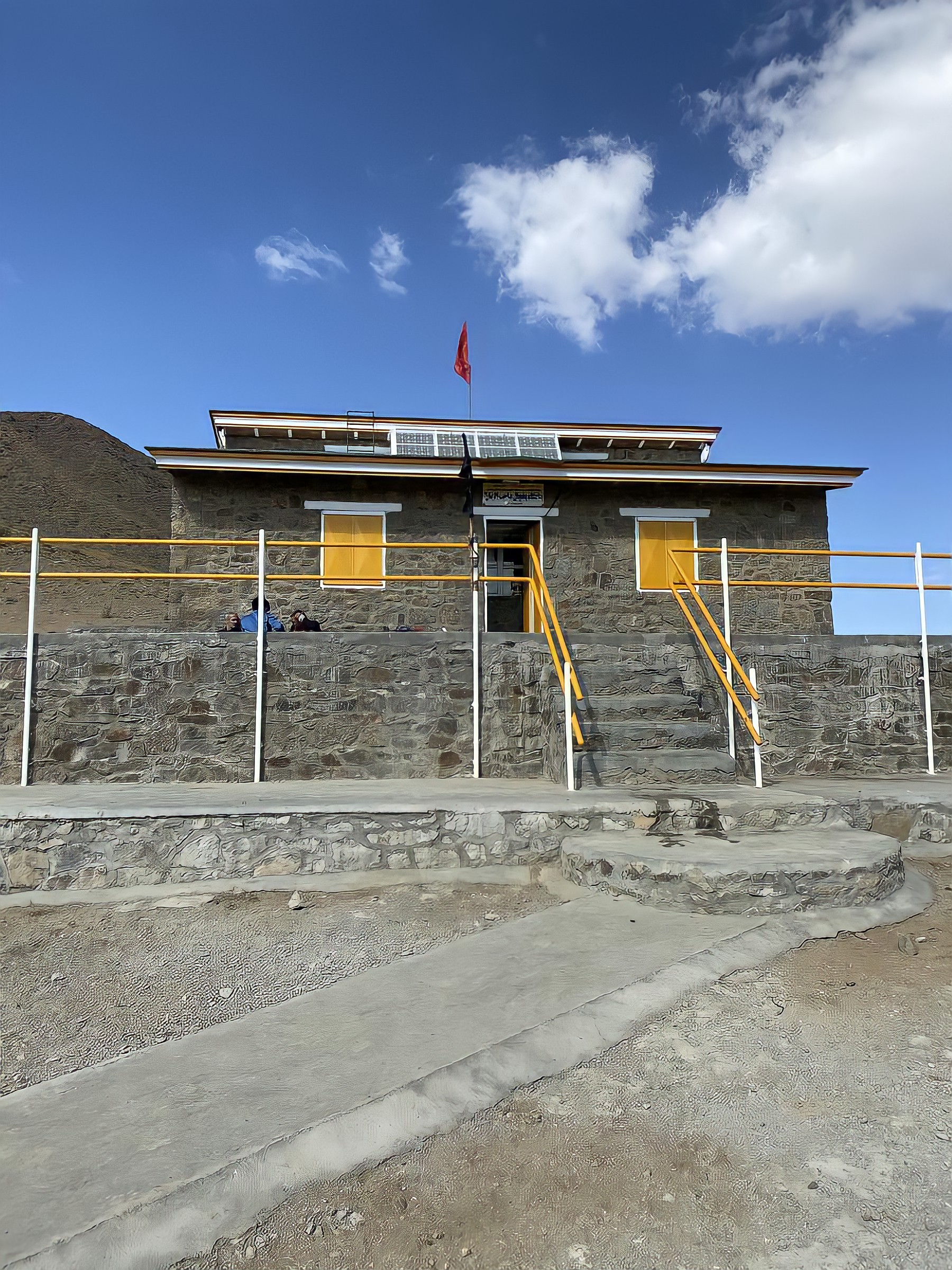
پناهگاه قله یخچال همدان

پناهگاه قله یخچال در سال ۱۳۸۳ در مسیر صعود به قله یخچال از سمت جنوب غربی شهر همدان (دره مرادبیگ) احداث گردید.
پناهگاه قله یخچال در ارتفاع ۳۲۰۶ متری جانمایی شده‌است. این پناهگاه به پناهگاه صاحب الزمان یخچال نیز مشهور است که از امکانات کامل و خوبی برخوردار بوده تا بتواند نیازهای کوهنوردان و طبیعت گردان را بخوبی پوشش دهد. چراغ‌های نصب شده در اطراف پناهگاه و میله‌های نشانگر که با شب‌رنگ مشخص شده‌اند، در صعودهای برفی و شب‌ها راهنمای بسیار خوبی برای راهیابی به پناهگاه و شناخت مسیر در تاریکی یا شرایط نا مناسب جوی است. این پناهگاه برای اقامت کوهنوردان در تمام طول سال بسیار مجهز بوده، به طوری که در فصول سرد سال، گنجایش استراحت و خواب را برای ۵۰ نفر و در فصول گرم تا ۸۰ نفر را در خود دارد. در بیرون پناهگاه سه سکوی سنگفرش، ظرفیت استراحت و برقراری چادر را فراهم آورده و دارای چشم‌اندازی زیبا از شهر همدان است. پناهگاه یخچال صاحب الزمان دارای سیستم روشنایی کاملی است که با سلول‌های خورشیدی کار می‌کند. طراحی مناسب و جالب دو طبقه پناهگاه و چند قفسه کتاب با موضوعات مختلف کوهنوردی، تاریخی، ادبی و … محیط خوبی را برای علاقه‌مندان صعود به قلل یخچال و  (کوبری) فراهم آورده‌است. این پناهگاه به دلیل داشتن پنل‌های خورشیدی، سرویس بهداشتی و نوع طراحی و ساخت آن، از مجهزترین پناهگاه‌های کوهستانی در کشور به‌شمار می‌آید. عموم کوهنوردان قبل از صعود به قله‌های یخچال و(کوبری)، استراحتی کوتاه در این پناهگاه دارند.